# Eucynortella longa
Eucynortella longa is een hooiwagen uit de familie Cosmetidae.